# Costellazioni obsolete

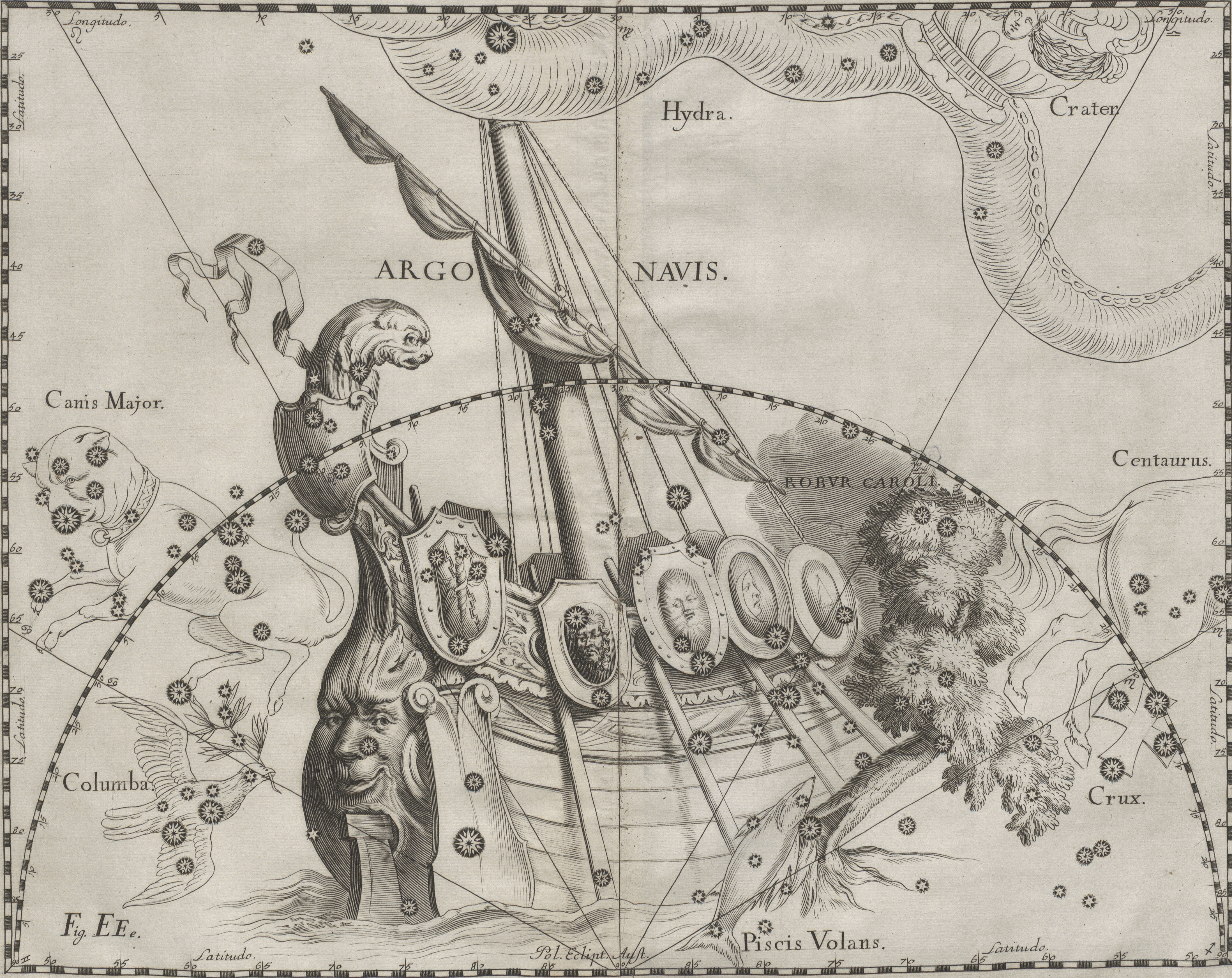
La costellazione obsoleta della Nave Argo

Le costellazioni obsolete sono costellazioni create dagli astronomi del passato che non sono state riconosciute dall'Unione Astronomica Internazionale per vari motivi. Molte di queste sono esistite per lunghi periodi di tempo, in molti casi perfino per secoli, e quindi hanno tuttora una grande importanza storica e si possono ancora trovare sulle più vecchie carte stellari.

## Le costellazioni obsolete più importanti

### La Nave Argo
La Nave Argo è l'unica tra le 48 costellazioni originarie di Tolomeo a non essere più stata riconosciuta ufficialmente. A causa delle sue grandi dimensioni, è stata suddivisa in quattro costellazioni da Nicolas-Louis de Lacaille: Carina (la Carena), Puppis (la Poppa), Pyxis (la Bussola) e Vela (le Vele). Questa nuova versione è stata introdotta nel catalogo stellare Coelum Australe Stelliferum nel 1763, pubblicato dopo la morte di Lacaille.

### Il Quadrante Murale
Il Quadrante Murale venne creato originariamente nel 1795, ma da allora è stato inglobato dalle costellazioni di Boote e dell'Orsa Maggiore. Tuttavia, lo sciame meteorico delle Quadrantidi mantiene tuttora il nome dell'antica costellazione.

### Altre reminiscenze
53 Eridani viene indicata anche come Sceptrum, reminiscenza dell'antica costellazione dello Scettro di Brandeburgo.

## Elenco delle costellazioni obsolete
| Nome                        | Significato                                                              | Data di creazione | Creata da                | Costellazioni in cui ricade   |
| --------------------------- | ------------------------------------------------------------------------ | ----------------- | ------------------------ | ----------------------------- |
| Anguilla                    | L'Anguilla                                                               | 1754              | John Hill                | Capricorno e Sagittario       |
| Anser                       | L'Oca                                                                    | 1690              | Johannes Hevelius        | Volpetta                      |
| Antinous                    | Antinoo                                                                  | 132               | Claudio Tolomeo          | Aquila                        |
| Apis                        | l'Ape (rinominata in seguito Mosca Australe e poi semplificata in Mosca) | 1598              | Petrus Plancius          | Mosca                         |
| Aranea                      | il Ragno                                                                 | 1754              | John Hill                | Vergine, Idra e Corvo         |
| Argo                        | la Nave Argo (ora suddivisa in Carena, Poppa, Bussola e Vela)            | 132               | Claudio Tolomeo          | Carena, Poppa e Vela          |
| Bufo                        | il Rospo                                                                 | 1754              | John Hill                | Scorpione, Bilancia e Idra    |
| Cancer Minor                | il Cancro Minore                                                         | 1613              | Petrus Plancius          | Cancro e Gemelli              |
| Cerberus                    | Cerbero, il cane guardiano dell'Ade                                      | 1690              | Johannes Hevelius        | Ercole                        |
| Custos Messium              | il Guardiano delle Messi                                                 | 1775              | Jérôme Lalande           | Cefeo e Cassiopea             |
| Dentalium                   | il Dentalio                                                              | 1754              | John Hill                | Acquario e Pegaso             |
| Felis                       | il Gatto                                                                 | 1805              | Jérôme Lalande           | Idra                          |
| Gallus                      | il Gallo                                                                 | 1613              | Petrus Plancius          | Cane Maggiore                 |
| Globus Aerostaticus         | la mongolfiera                                                           | 1798              | Jérôme Lalande           | Capricorno                    |
| Gryphites                   | la Grifea                                                                | 1754              | John Hill                | Ercole, Lira e Aquila         |
| Harpa Georgii               | l'Arpa di Giorgio                                                        | 1777              | Maximilian Hell          | Toro                          |
| Hippocampus                 | l'Ippocampo                                                              | 1754              | John Hill                | Orione e Toro                 |
| Hirudo                      | la Sanguisuga                                                            | 1754              | John Hill                | Orione e Toro                 |
| Honores Friderici           | le glorie di Federico                                                    | 1787              | Johann Elert Bode        | Andromeda e Cassiopea         |
| Jordanus                    | il fiume Giordano                                                        | 1613              | Petrus Plancius          | Orsa Maggiore                 |
| Limax                       | la Lumaca                                                                | 1754              | John Hill                | Orione, Lepre ed Eridano      |
| Lochium Funis               | il Solcometro e la Sagola                                                | 1801              | Johann Elert Bode        | Nave Argo                     |
| Lumbricus                   | il Lombrico                                                              | 1754              | John Hill                | Gemelli e Cane Minore         |
| Machina Electrica           | la Macchina Elettrica                                                    | 1800              | Johann Elert Bode        | Balena e Fornace              |
| Malus                       | l'Albero Maestro                                                         | 1844              | John Herschel            | Nave Argo                     |
| Manis                       | il Pangolino                                                             | 1754              | John Hill                | Lucertola, Cefeo e Cigno      |
| Mons Maenalus               | il Monte Menalo                                                          | 1690              | Johannes Hevelius        | Boote                         |
| Musca Borealis              | la Mosca Boreale                                                         | 1690              | Johannes Hevelius        | Ariete                        |
| Noctua                      | la Civetta                                                               | 1822              | Alexandre Jamieson       | Idra                          |
| Officina Typographica       | l'Officina Tipografica                                                   | 1801              | Johann Elert Bode        | Unicorno                      |
| Patella                     | la Patella                                                               | 1754              | John Hill                | Aquila, Serpente ed Ofiuco    |
| Phoenicopterus              | il Fenicottero (nome obsoleto per indicare la Gru)                       | 1613              | Petrus Plancius          | Gru                           |
| Pinna Marina                | la Cozza                                                                 | 1754              | John Hill                | Sagittario, Aquila e Serpente |
| Polophylax                  | il Guardiano del Polo                                                    | 1592              | Petrus Plancius          | Ottante                       |
| Quadrans Muralis            | il Quadrante Murale                                                      | 1795              | Jerome Lalande           | Boote e Dragone               |
| Ramus Pomifer               | il Ramo di Melo                                                          | 1690              | Johannes Hevelius        | Ercole                        |
| Robur Carolinum             | la Quercia di Carlo                                                      | 1679              | Edmond Halley            | Nave Argo                     |
| Scarabeus                   | lo Scarabeo                                                              | 1754              | John Hill                | Bilancia, Scorpione ed Ofiuco |
| Sceptrum Brandenburgicum    | lo Scettro di Brandeburgo                                                | 1688              | Gottfried Kirch          | Eridano e Lepre               |
| Sceptrum et Manus Iustitiae | lo Scettro e la Mano della Giustizia                                     | 1679              | Augustin Royer           | Cigno e Andromeda             |
| Solarium                    | il Solario                                                               | 1822              | Alexander Jamieson       | Idra Maschio e Dorado         |
| Tarandus vel Rangifer       | Renna                                                                    | 1736              | Pierre Charles Lemonnier | Cefeo e Cassiopea             |
| Taurus Poniatovii           | il Toro di Poniatowski                                                   | 1777              | Martin Poczobutt         | Ofiuco                        |
| Telescopium Herschelii      | il Telescopio di Herschel                                                | 1781              | Maximilian Hell          | Lince e Gemelli               |
| Testudo                     | la Tartaruga                                                             | 1754              | John Hill                | Balena, Pesci e Acquario      |
| Tigris                      | il fiume Tigri                                                           | 1613              | Petrus Plancius          | Lira, Cigno e Pegaso          |
| Triangulum Minor            | il Triangolo Minore                                                      | 1687              | Johannes Hevelius        | Triangolo                     |
| Turdus Solitarius           | il Tordo Solitario                                                       | 1776              | Pierre Charles Lemonnier | Idra                          |
| Uranoscopus                 | l'Uranoscopo                                                             | 1754              | John Hill                | Lince e Gemelli               |
| Vespa                       | la Vespa                                                                 | 1624              | Jakob Bartsch            | Ariete                        |